# Foresta pluviale dell'Ituri

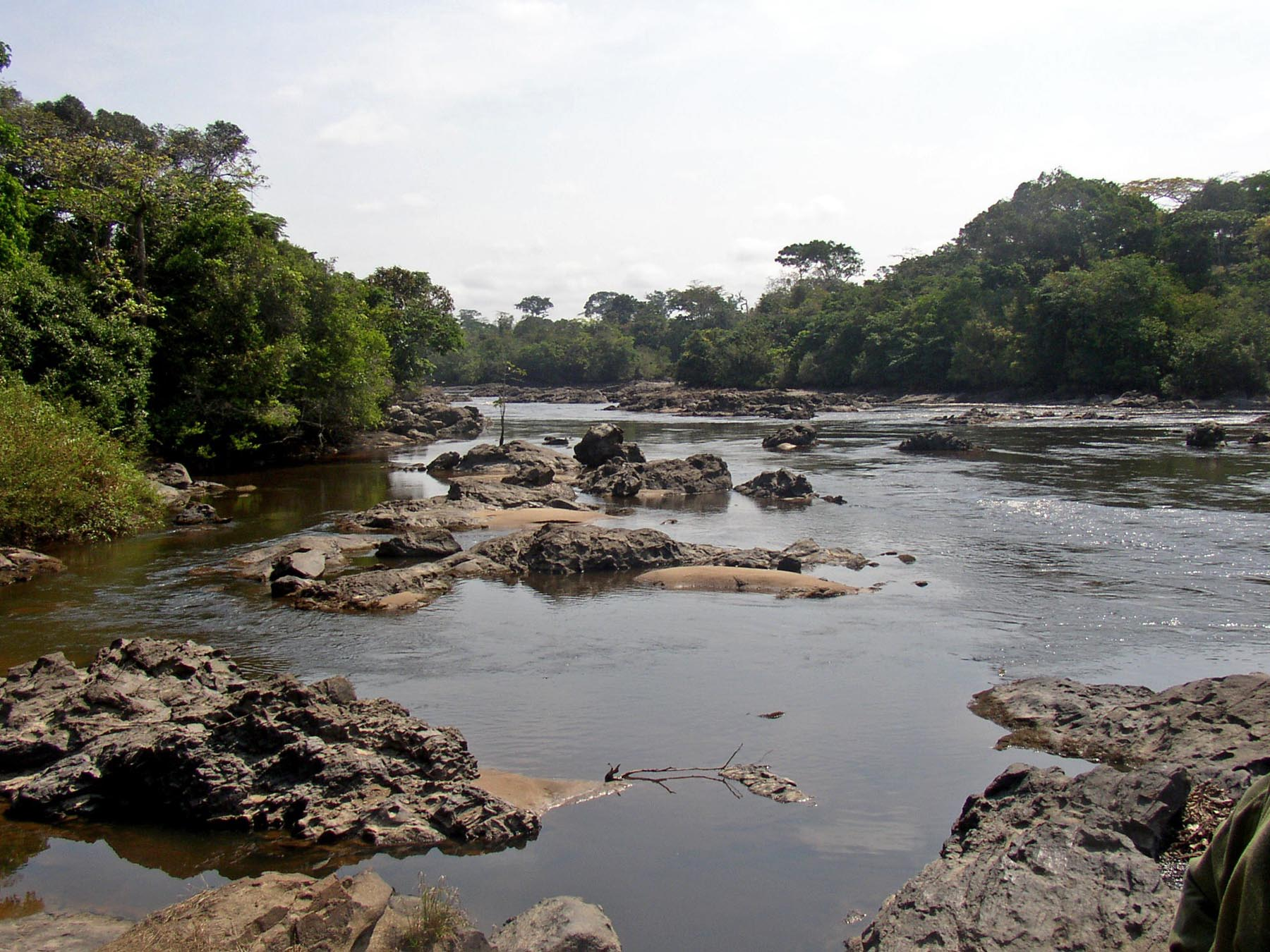

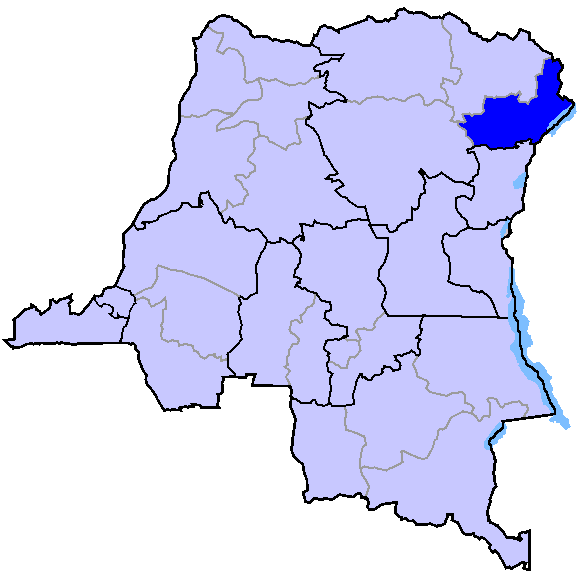
Localizzazione della foresta pluviale dell'Ituri

La foresta pluviale dell'Ituri è una vasta area di foresta equatoriale estesa  nel bacino idrografico del fiume Ituri, nel nord-est della Repubblica Democratica del Congo.
La superficie totale della foresta dell'Ituri è circa 62.900 km2. Essa ricade all'interno dell'ecoregione delle Foreste di pianura del bacino nord-orientale del Congo (codice WWF: AT0124).
La foresta ospita i pigmei Mbuti, uno dei numerosi popoli di cacciatori-raccoglitori che vivono nelle foreste del Congo.
Circa il 20% della foresta ricade all'interno della Riserva faunistica degli okapi, patrimonio dell'umanità dell'UNESCO. 
Il bacino del fiume Congo, di cui la riserva e la foresta fanno parte, è il più grande bacino fluviale dell'Africa.